# Baogedayingaole
Baogedayingaole (kinesiska: 宝格达音高勒, 宝格达音高勒苏木) är en socken i Kina. Den ligger i den autonoma regionen Inre Mongoliet, i den norra delen av landet, omkring 230 kilometer nordost om provinshuvudstaden Hohhot.
Genomsnittlig årsnederbörd är 409 millimeter. Den regnigaste månaden är juli, med i genomsnitt 109 mm nederbörd, och den torraste är januari, med 2 mm nederbörd.